# جون أندرسون (لاعب كرة قدم سويدي)
جون أندرسون (بالسويدية: Johan Andersson)‏ (15 يونيو 1995 في السويد - ) هو لاعب كرة قدم سويدي في مركز الدفاع. لعب مع نادي يورغوردينس.

## وصلات خارجية
- جون أندرسون (لاعب كرة قدم سويدي) على موقع اتحاد السويد (السويدية)
- جون أندرسون (لاعب كرة قدم سويدي) على موقع قاعدة بيانات كرة القدم.إي يو (الإنجليزية)
- جون أندرسون (لاعب كرة قدم سويدي) على موقع Soccerway.com (الإنجليزية)